# Año Dual España-Rusia 2011
El Año Dual España-Rusia 2011 o Año de España en Rusia y Rusia en España (en ruso: Год Испании в России и России в Испании, God Ispanii v Rossii i Rossii v Ispanii) es un proyecto bilateral de eventos educativos, culturales, científicos y económicos a lo largo del año 2011 con el fin de dar visibilidad al contenido de las relaciones entre España y Rusia, así como fortalecer dichas relaciones bilaterales.

## Actividades
Está previsto un total de unos 350 eventos en el marco del año dual. Entre ellos destacan:
El 25 de febrero de 2011 el Año Dual España-Rusia fue inaugurado por el rey de España Juan Carlos I y el presidente de Rusia Dmitri Medvédev con la apertura en el Museo del Hermitage de San Petersburgo de una exposición de arte traído del Museo del Prado de Madrid.
De noviembre de 2011 a marzo de 2012 el Museo del Prado de Madrid alberga una selección de obras del Museo del Hermitage.
Edición de una moneda de curso legal en cada país con una cara común